# Władysław Odonic
Władysław (Włodzisław) Odonic (Plwacz) (ur. ok. 1190, zm. 5 czerwca 1239) – książę wielkopolski, w latach 1207–1217 książę kaliski, 1216-1217 w południowo-zachodniej Wielkopolsce (według innych historyków w całej dzielnicy poznańskiej), od 1223 książę na Ujściu nad Notecią, od 1225 dodatkowo w Nakle, 1229-1234 w całej Wielkopolsce, 1234-1239 tylko na północ i wschód od rzeki Warty (niektórzy historycy przypuszczają, że na krótko przed śmiercią ponownie usunięty do Ujścia i Nakła).

## Genealogia i przydomek
Władysław był jedynym synem księcia wielkopolskiego Odona i księżniczki halickiej Wyszesławy. Imię otrzymał być może po stryju – Władysławie Laskonogim, ewentualnie możliwe, że na cześć Władysława I Hermana.
Przydomek Plwacz występuje już w źródłach XIII-wiecznych i nie wiadomo, czy był spowodowany jakąś chorobą księcia (być może suchotami lub chorobą gardła), czy też być może złymi manierami syna Odona. Drugim przydomkiem używanym już w źródłach mu współczesnych jest przezwisko urobione od imienia ojca – Odonic.
| 4. Mieszko III Stary zm. 13 lub 14 marca 1202 |  |                                        |  |  |                                        |
|                                               |  | 2. Odon poznański zm. 20 kwietnia 1194 |  |  |                                        |
| 5. Elżbieta węgierska zm. p. 1155             |  |                                        |  |  |                                        |
|                                               |  |                                        |  |  | 1. Władysław Odonic zm. 5 czerwca 1239 |
| 6. Jarosław Ośmiomysł zm. 1 października 1187 |  |                                        |  |  |                                        |
|                                               |  | 3. Wyszesława halicka                  |  |  |                                        |
| 7. Olga Suzdalska zm. 4 lipca 1181            |  |                                        |  |  |                                        |
|                                               |  |                                        |  |  |                                        |

## Śmierć ojca. Opieka Władysława Laskonogiego

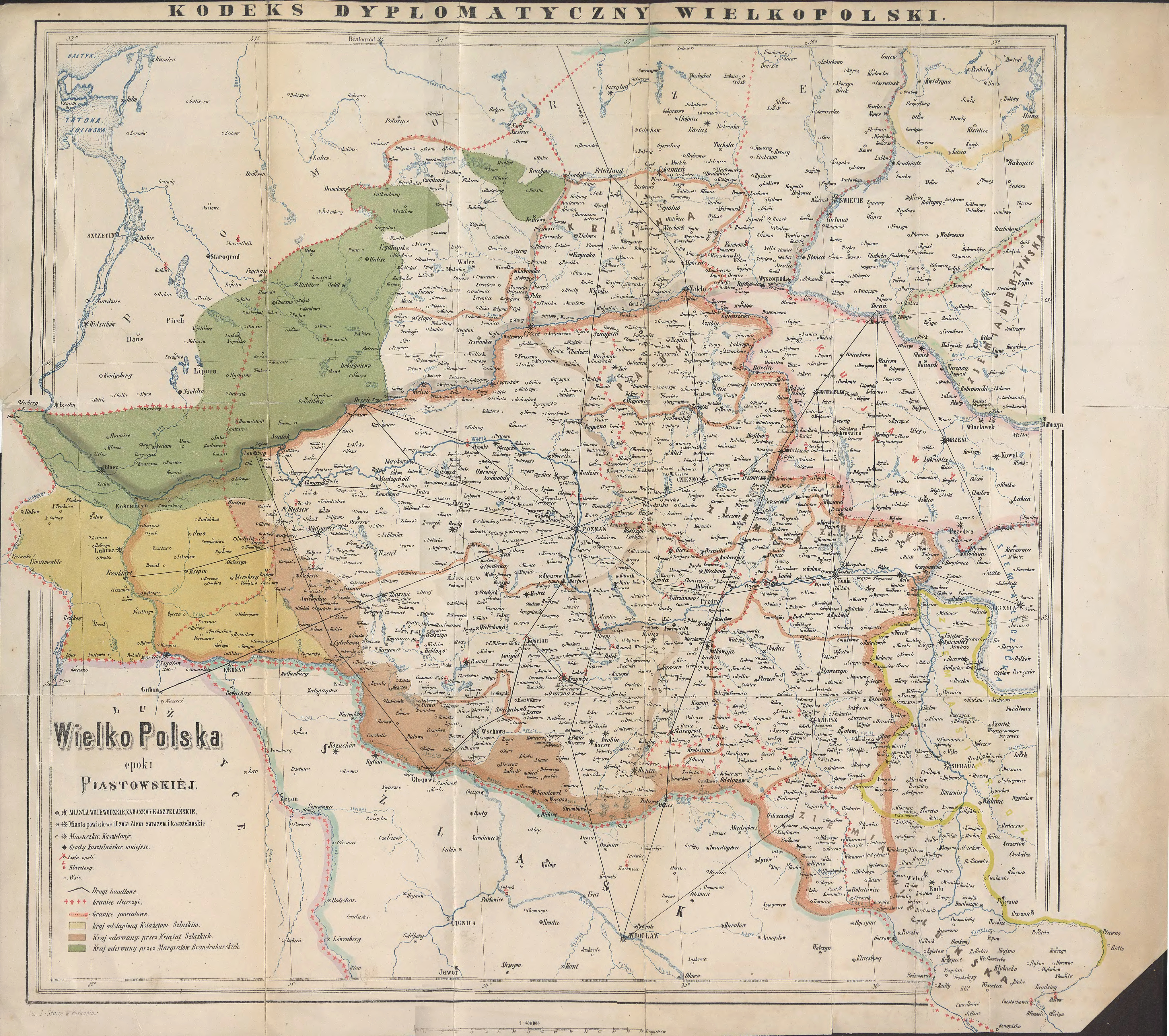
Historyczna mapa średniowiecznej Wielkopolski sporządzona w 1888 roku według danych zaczerpniętych z Kodeksu dyplomatycznego

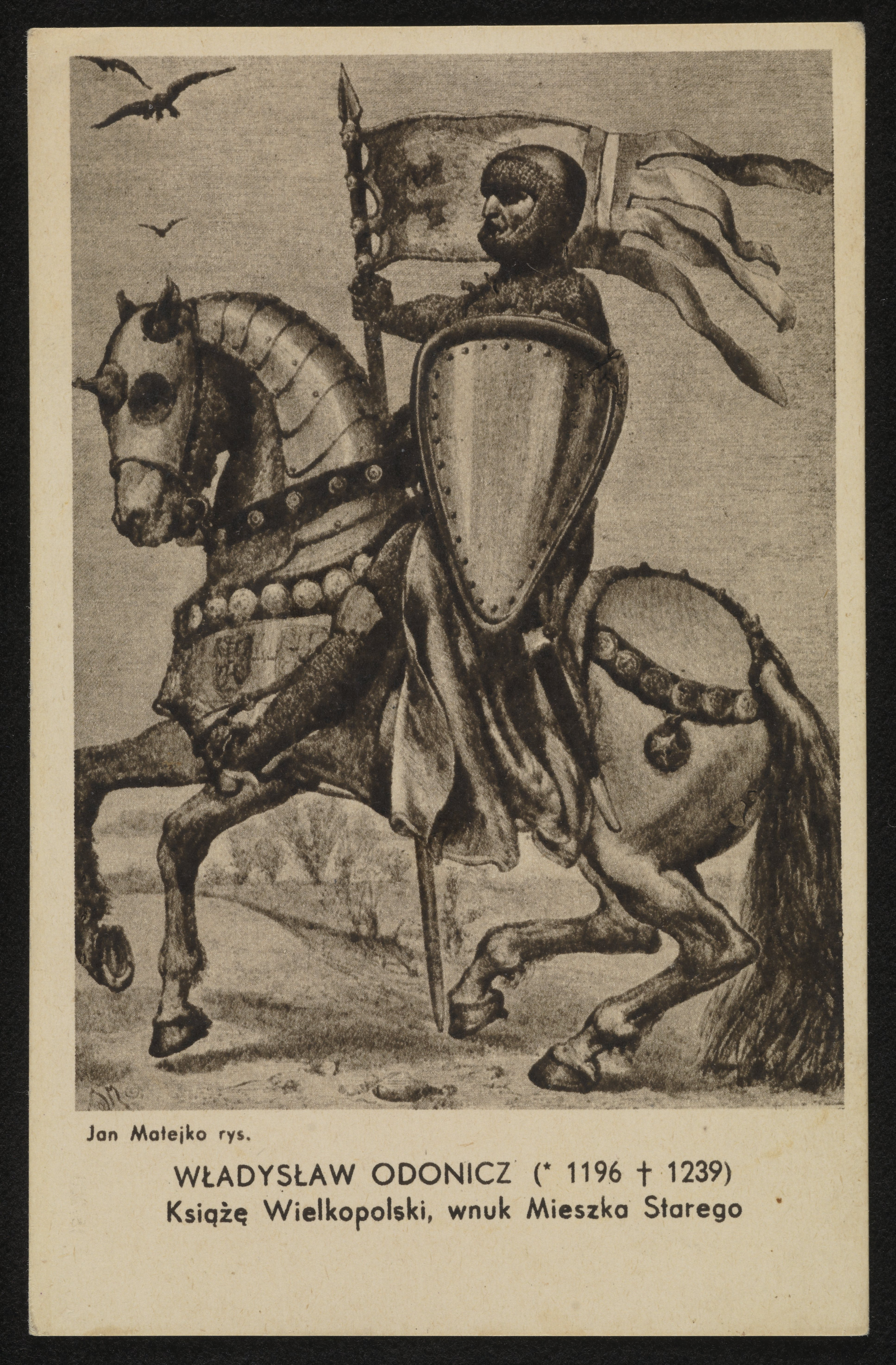
Władysław Odonic, rysunek Jana Matejki na pocztówce, wyd. w 1939

W 1194 zmarł ojciec księcia będący wówczas księciem południowej Wielkopolski, z Kaliszem jako głównym grodem dzielnicy. Odonic jako małoletni znalazł się wtedy pod opieką najmłodszego ze stryjów – Władysława Laskonogiego, który przejął wtedy też zapewne rządy nad dzielnicą bratanka.

## Pierwsza wojna ze stryjem
Do pełnoletniości Władysław doszedł w 1206; wtedy też zaczął się coraz intensywniej domagać od stryja wydzielenia mu ojcowizny. Żądania Odonica nasiliły się zwłaszcza po oddaniu przez Laskonogiego księstwa kaliskiego (które młody książę uważał za część należnego mu terytorium) Henrykowi Brodatemu w zamian za ziemię lubuską.
Nie mogąc dojść do porozumienia na drodze układów, Władysław Odonic zdecydował się na otwarte wystąpienie przeciwko stryjowi. Bunt młodego Piastowicza poparł zdecydowanie arcybiskup gnieźnieński Henryk Kietlicz, który przy okazji pragnął osiągnąć swoje własne cele tj. zdobyć jak największą niezależność kościoła od świeckiej władzy.

## Odonic księciem kaliskim
Wojna trwała krótko i jeszcze w 1206 uprzedzony o możliwościach wystąpienia bratanka i arcybiskupa, Władysław Laskonogi wygnał ich obu z dzielnicy, nie przejmując się nawet klątwą kościelną rzuconą przez Henryka Kietlicza. Wygnany z Wielkopolski Odonic udał się do Wrocławia na dwór księcia śląskiego Henryka Brodatego, który mimo dobrych dotąd kontaktów z Laskonogim zdecydował się w pełni poprzeć buntownika. Co więcej, Henryk Brodaty wydzielił wielkopolskiemu kuzynowi dopiero co uzyskane księstwo kaliskie, pod tym jednak warunkiem, że w wypadku odzyskania ojcowizny tj. zapewne południowej Wielkopolski do rzeki Obry, Kalisz wróci na powrót w skład władztwa księcia śląskiego.

## Zjazd w Głogowie. Próba pogodzenia się z Władysławem Laskonogim
Pomimo tych gestów Henryk Brodaty nie zdecydował się wówczas wesprzeć militarnie Odonica, próbując pogodzić zwaśnionych książąt drogą dyplomatyczną. W 1208 doszło do zjazdu w Głogowie, gdzie książę wrocławski przy pomocy biskupa lubuskiego i poznańskiego podjął trudne rozmowy w celu rozwiązania sytuacji. Spotkanie zakończyło się połowicznym sukcesem, gdyż Laskonogi zdołał dojść do porozumienia z arcybiskupem Kietliczem, który mógł powrócić do Gniezna z obietnicą zadośćuczynienia wszelkich strat, w zamian za zniesienie klątwy. Władysław Odonic pozostał z niczym.

## Początek ścisłej współpracy z Kościołem
W lipcu 1210 Henryk Kietlicz zwołał do Borzykowej zjazd episkopatu i książąt, na którym miano rozwiązać kwestię problematycznej bulli papieża Innocentego III, przywracającej zasady senioratu. Zawiązała się wówczas koalicja kościoła i młodych książąt tj. Władysława Odonica, Leszka Białego i Konrada mazowieckiego przeciwko polityce Władysława Laskonogiego i Mieszka Plątonogiego w sprawie władzy zwierzchniej. Koalicjanci zdecydowali się wówczas poprzeć stanowisko arcybiskupa w sprawie rezygnacji z książęcego prawa inwestytury biskupów. Przy okazji wydano też wielki przywilej immunitetowy dla kościoła (trwają spory historyków jak względem tych wydarzeń, zwłaszcza względem ustępstw dla kościoła zachował się Henryk Brodaty).
Polityka prowadzona przez Odonica, to znaczy pełna współpraca z kościołem zaowocowała wydaniem, 13 maja 1211, przez Innocentego III bulli protekcyjnej, w której papież brał go w opiekę. Władysław czynnie wspierał wówczas zwłaszcza cystersów, których 29 lipca 1210 obdarował ziemią w okolicach Przemętu. 20 października 1213 bogato uposażył także nowo założony klasztor cysterek w Ołoboku nad Prosną.
W 1215 Władysław wziął udział w zjeździe książąt i duchownych w Wolborzu, gdzie książę kaliski razem z innym władcami dzielnicowym (w obradach uczestniczyli także: Leszek Biały, Konrad mazowiecki i Kazimierz I opolski) zgodził się na rozszerzenie immunitetów sądowych i gospodarczych dla kościoła.

## Władysław Odonic księciem w południowej Wielkopolsce. Konflikt z Henrykiem Brodatym
Rok później arcybiskup Henryk Kietlicz wsparty postanowieniami IV soboru laterańskiego podjął się uregulowania wszelkich spraw konfliktowych. Metropolicie wspartemu autorytetem papieskim i dzięki poparciu pozostałych książąt polskich udało się wymusić na Władysławie Laskonogim wydzielenie bratankowi należnej mu ojcowizny, dzięki czemu jeszcze w 1216 zdołał Odonic objąć władzę w całej południowej Wielkopolsce.
Otrzymanie przez syna Odona dzielnicy nad Obrą stworzyło jednak nowy problem. Otóż o dzielnicę kaliską upomniał się, w myśl układu z 1206, Henryk Brodaty. Dodatkowo doskonałe dotychczas stosunki z arcybiskupem również poczęły się psuć, skoro Władysław wystarał się o nową bullę protekcyjną (wydaną 9 lutego 1217) chroniącą tym razem przed nieuzasadnionymi roszczeniami hierarchów kościelnych.
W 1217 na zjeździe w Dankowie doszło do bardzo groźnego dla Odonica zbliżenia pomiędzy Władysławem Laskonogim i Leszkiem Białym. Co gorsza, książęta zawarli tam układ o przeżycie, co w oczywisty sposób przekreślało szanse młodszego Władysława na przejęcie, na drodze pokojowej, kiedykolwiek w przyszłości spadku po stryju.

## Druga wojna z Władysławem Laskonogim. Ucieczka z kraju
Układ zawarty w Dankowie (do którego wnet dołączył się Henryk Brodaty), a wkrótce potem śmierć Henryka Kietlicza spowodowały, iż Laskonogi przestał się liczyć z bratankiem i w 1217 zbrojnie uderzył na jego posiadłości, przy życzliwej neutralności pozostałych Piastowiczów. Książę nie zdołał się obronić i nie mogąc znaleźć chętnego na przyjęcie w Polsce udał się na Węgry.
Co robił Władysław Odonic podczas wygnania, dokładnie nie wiadomo. Istnieją pewne przypuszczenia, że książę wziął udział wyprawie węgierskiego władcy Andrzeja II do Palestyny. Następnie Odonic przebywał zapewne w Czechach i w Niemczech, gdzie próbował zachęcić do pomocy miejscowych władców.

## Przyjazd Odonica na Pomorze. Opanowanie Ujścia i Nakła
Ostatecznie Władysław udał się na Pomorze Gdańskie na dwór tamtejszego władcy Świętopełka II, który sam pragnąc wyswobodzić się z więzów zależności od księcia krakowskiego Leszka Białego, obiecał pretendentowi do Wielkopolski daleko idącą pomoc. Wzmocnieniem nawiązanego sojuszu miało być małżeństwo Władysława z Jadwigą (zawarte między 1218 a 1220). Jej pochodzenie nie jest znane – istnieją hipotezy, że mogła ona być siostrą Świętopełka (a więc córką Mściwoja I) lub siostrą żony Świętopełka. Coraz większą popularność zdobywa pogląd, że Jadwiga mogła być córką innego Świętopełka, władcy Moraw, pochodzącego z bocznej linii Przemyślidów)
Pomoc Świętopełka pomorskiego przydała się już Odonicowi w 1223, kiedy udało się mu opanować podstępem gród położony w północno-wschodniej Wielkopolsce – Ujście nad Notecią. Dwa lata później, w podobny sposób odpierając zbrojne kontrataki stryja, udało się opanować również gród w Nakle.

## Nowy etap wojny obu Władysławów. Zwycięstwo Odonica nad wojewodą Dobrogostem
W 1227 Władysław Laskonogi postanowił ostatecznie rozprawić się z bratankiem. W tym też celu wysłał silne oddziały pod dowództwem wojewody Dobrogosta, który obległ Ujście. Niespodziewanie, nie tylko nie udało się wtedy zdobyć silnie umocnionego grodu, ale młodszy z Władysławów, korzystając z zaskoczenia, uderzył na oddziały Dobrogosta i w dniu 15 lipca je rozbił, zabijając wojewodę. Pewne zwycięstwo umożliwiło wtedy Odonicowi również przejęcie inicjatywy i opanowanie większości Wielkopolski.

## Zjazd w Gąsawie i jego tragiczne skutki. Kwestia odpowiedzialności za zamach Odonica
Niebezpieczeństwo definitywnej utraty dzielnicy skłoniło Władysława Laskonogiego do podjęcia rozmów w sprawie pokojowego rozwiązania sporu. W tym też celu został zwołany w listopadzie 1227 uroczysty zjazd książąt, duchownych i możnych do Gąsawy. Z Piastów na zjeździe pojawili się książę krakowski Leszek Biały, śląski Henryk Brodaty, mazowiecki Konrad i Władysław Odonic. Z nieznanych przyczyn na zjeździe nie pojawił się Władysław Laskonogi, którego interesów pilnował tutaj zapewne biskup poznański Paweł. W Gąsawie oprócz sprawy konfliktu obu Władysławów miano przedyskutować też propozycje rozwiązania kwestii uzurpacji tytułu książęcego przez Świętopełka Pomorskiego (który korzystając z zamieszania w Wielkopolsce zagarnął właśnie należące do Odonica Nakło).
Do tragicznego zakończenia zjazdu doszło rankiem 24 listopada, kiedy to na odpoczywających po obradach książąt napadli Pomorzanie, którym udało się zabić księcia krakowskiego Leszka i poważnie zranić śląskiego Henryka. Źródła i historiografia, zgodnie głównym winowajcą mordu okrzyknęły Świętopełka Pomorskiego, choć istnieją pewne przypuszczenia, że w zbrodni brał również udział Władysław Odonic (młodsza historiografia skłania się raczej ku uniewinnieniu syna Odona), a sprawa zagarnięcia Nakła miała być tylko przykrywką mającą osłabić czujność książąt (o tym, że Henryk Brodaty obarczał Odonica winą za tę zbrodnię świadczy choćby późniejszy układ pokojowy z 1233, w którym książę śląski zobowiązuje wielkopolskiego, by ten nie napastował na życie i zdrowie jego rodziny).

## Nawiązanie przyjaznych stosunków z Konradem mazowieckim i dalsze zmagania z Laskonogim
Wydarzenia gąsawskie, aczkolwiek mocno skomplikowały sytuację w Polsce, niewiele wniosły do sprawy konfliktu stryja z bratankiem. Na początku 1228 Laskonogiemu, korzystającemu z pomocy śląskiej, udało się w bliżej nieznanych okolicznościach pokonać Odonica, biorąc go do niewoli. Sukcesu tego nie udało się jednak staremu księciu Wielkopolski wykorzystać, gdyż jeszcze w tym samym roku młodszemu z Władysławów, korzystającemu z zaangażowania Laskonogiego w Małopolsce, udało się zbiec do Płocka, gdzie nawiązał przyjazne stosunki z Konradem mazowieckim.

## Usunięcie Władysława Laskonogiego z Wielkopolski i jego śmierć
W 1229 doszło do skoordynowanej akcji Odonica i Konrada przeciwko Laskonogiemu. Władysławowi udało się wtedy opanować bez przeszkód większość Wielkopolski. O wiele mniejszy sukces zanotował wówczas Konrad, którego wojska bezskutecznie obległy Kalisz. Mimo tych przejściowych sukcesów Władysławowi Laskonogiemu, nie udało się ostatecznie obronić i jeszcze w 1229 musiał się ratować ucieczką do Raciborza na Śląsku. Sukces Władysława Odonica był więc pełny, choć zagrożenie w dalszym ciągu pozostało, o czym nowy książę wielkopolski miał się okazję przekonać wiosną 1231, kiedy wyprawa stryja, dzięki pomocy śląskiej dotarła aż do Gniezna.
3 listopada 1231 zmarł Władysław Laskonogi. Fakt ten przyniósł niewielką zmianę w sytuacji Odonica, gdyż stryj przed śmiercią wszystkie swoje prawa do spadku przekazał Henrykowi Brodatemu.

## Polityka współpracy z kościołem i bunt niezadowolonego z tego powodu rycerstwa

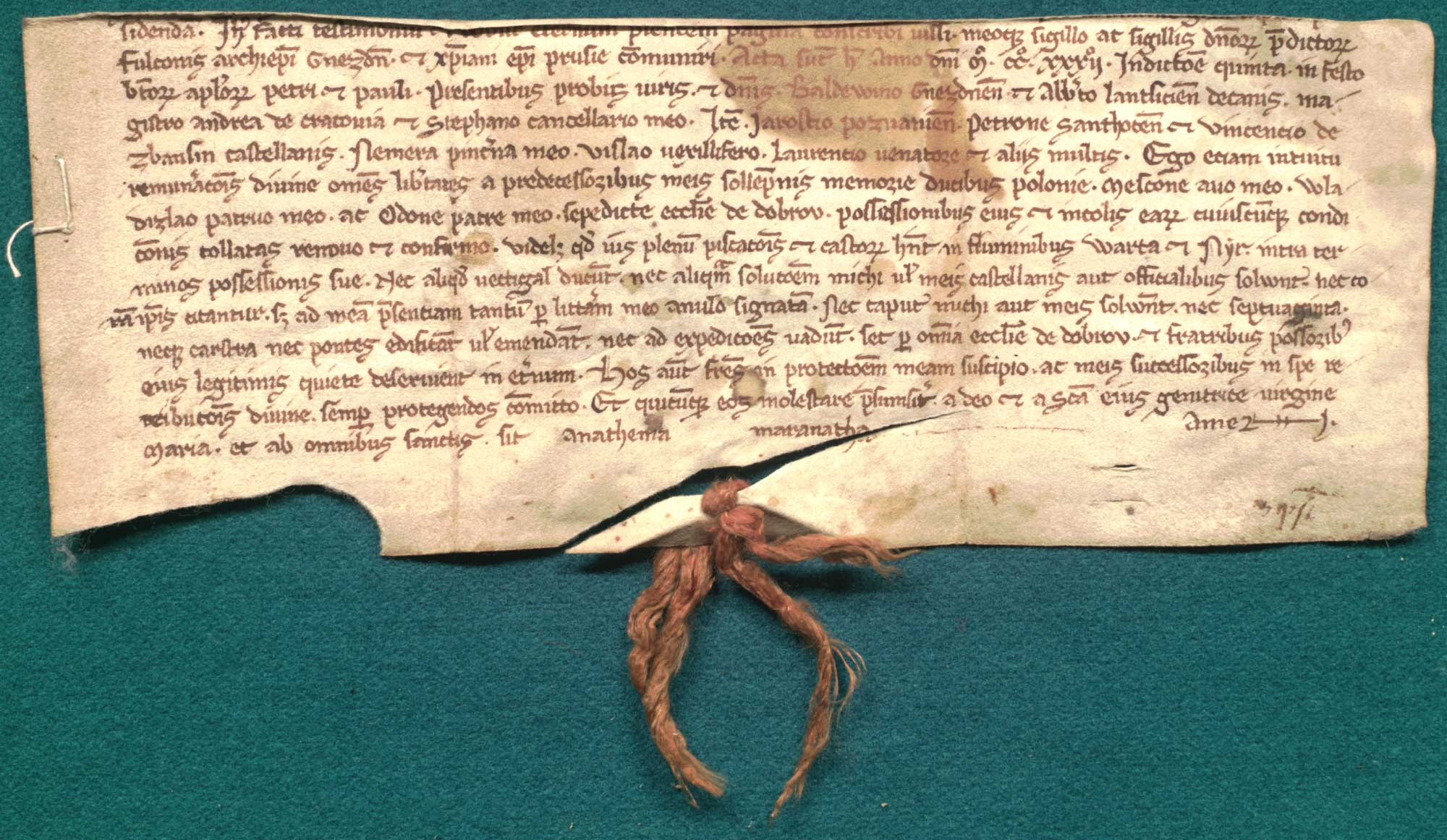
Władysław Odonic zatwierdza klasztorowi w Sulejowie zwrot kościoła i klucza Dobrowa

Pragnąc zneutralizować wpływy śląskie Odonic prowadził politykę zbliżania z kościołem. W 1232 nadał m.in. biskupstwu poznańskiemu przywilej immunitetowy, na mocy którego wyłączał ludność z dóbr biskupich ze wszelkich powinności względem księcia. Władca pozwolił wówczas również biskupowi Pawłowi bić własną monetę.
Polityka uległości względem kościoła miała jednak również ujemne skutki i w 1233 doprowadziła do buntu części rycerstwa, pragnącego przywołać na tron w Wielkopolsce Henryków Śląskich. Wystąpienie na skutek bierności Henryka Brodatego zakończyło się jednak klęską. Pokój, jaki wtedy zawarto, był niezwykle korzystny dla Władysława Odonica, w związku z rezygnacją przez książąt śląskich ze wszelkich pretensji z tytułu spadku po Władysławie Laskonogim.
Zawarcie pokoju umożliwiło Odonicowi i Henrykowi Pobożnemu wziąć udział wspólnie z Konradem mazowieckim w wyprawie organizowanej przez Krzyżaków przeciwko pogańskim Prusom na przełomie 1233 i 1234.

## Wojna z Henrykiem Brodatym o spadek po Władysławie Laskonogim. Utrata połowy Wielkopolski

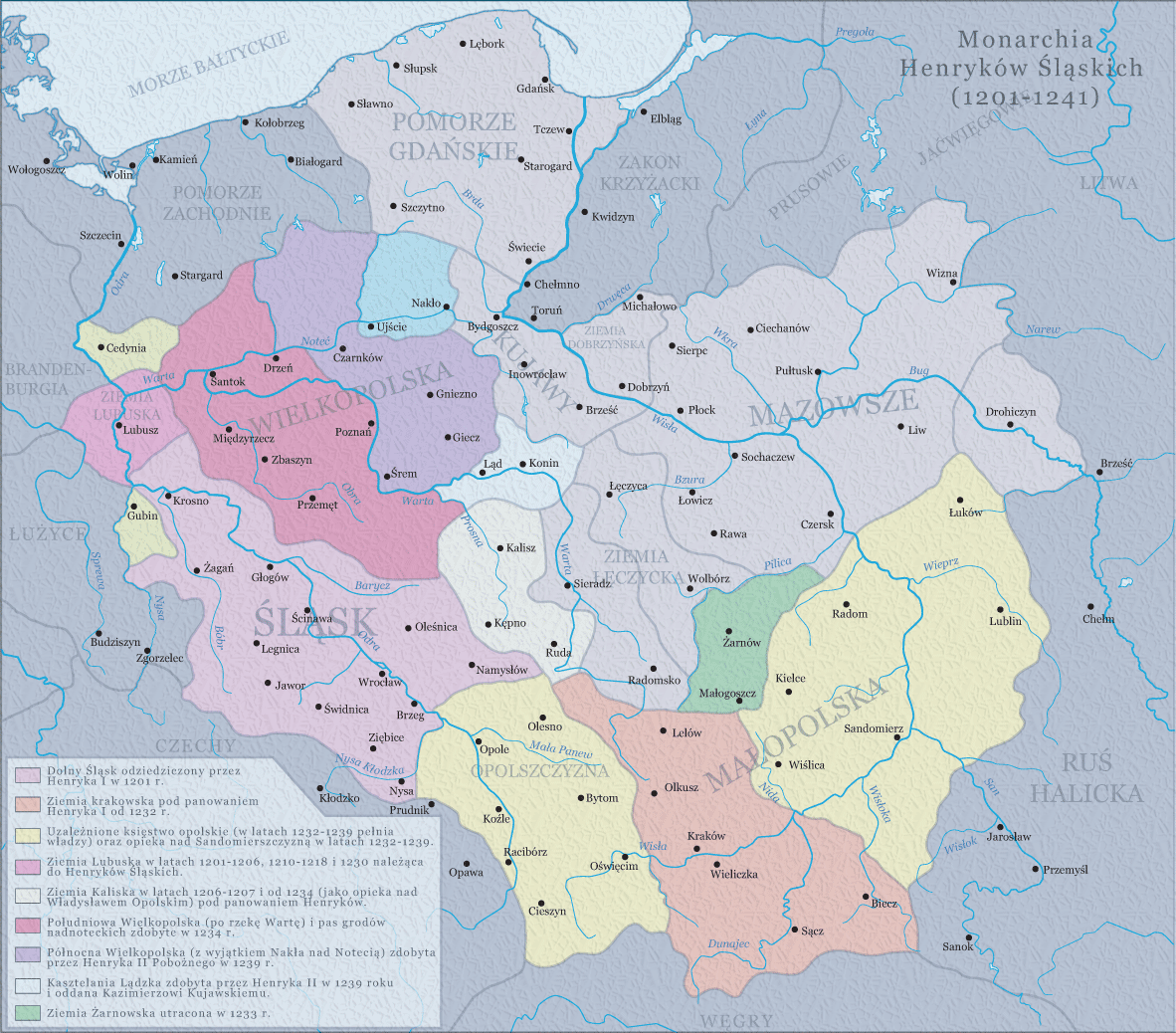
księstwa polskie za czasów Władysława Odonica

W 1234 niespodziewanie doszło do złamania świeżo zawartego pokoju i wznowienia działań zbrojnych pomiędzy Henrykiem Brodatym a Władysławem Odonicem. Wojna tym razem dobrze przygotowana ze strony śląskiej toczyła się pod znakiem przewagi militarnej Henryka, który bez większych przeszkód zagarnął południową Wielkopolskę, zagrażając jednocześnie panowaniu Władysława w pozostałej części. Książę wielkopolski chcąc nie chcąc musiał zgodzić się na rokowania pokojowe za pośrednictwem biskupa Pawła i arcybiskupa Pełki. Postanowienia ogłoszone 22 września 1234 były wielce niekorzystne dla Odonica, który musiał zrzec się wszelkich terytoriów na południe i zachód od rzeki Warty, z Kaliszem, Santokiem, Międzyrzeczem i Śremem na czele.
Po zawarciu pokoju książę z wdzięczności za pośrednictwo arcybiskupa Pełki rozszerzył immunitet kościoła poznańskiego z 1232 również na dobra arcybiskupie.
Z ratyfikacją niekorzystnego układu z 1234 Odonic zwlekał aż 26 czerwca 1235, obie strony zdawały sobie jednak sprawę, że wybuch nowej wojny to tylko kwestia czasu.

## Dalszy etap zmagania się z Henrykiem Brodatym o utrzymanie resztek dziedzictwa
Walki wybuchły jeszcze pod koniec 1235, kiedy Władysław korzystając z niepokojów wywołanych brutalnymi rządami w Śremie namiestnika z ramienia Brodatego Borzywoja Dypoldowica, próbował podstępnie odzyskać tę część Wielkopolski. Wyprawa aczkolwiek zakończona pewnym sukcesem (zdobycie Śremu, w którym zginął Borzywój) spowodowała odwetowy najazd wojsk śląskich, które dotarły pod Gniezno.
Książę wielkopolski mając dobre stosunki z kościołem rozpoczął również starania w Rzymie u papieża Grzegorza IX o unieważnienie traktatu z 1234 i wymuszenie na Henryku decyzji wycofania się z Wielkopolski. Sprawa ta z powodu odrzucania przez obie strony kolejnych niekorzystnych dla siebie postanowień nie znalazła jednak rozwiązania (w 1236 papież polecił arcybiskupowi Pełce stworzyć komisję, mającą rozstrzygnąć spór. Zapadła wtedy decyzja korzystna dla Henryka, zaś po jej oprotestowaniu przez Władysława – kolejne powołane kolegium wydało dokument unieważniający traktat pokojowy z 1234, z czym nie zgodził się z kolei Henryk).
W 1237 działania zbrojne zostały wznowione. W wyniku starć książę wielkopolski utracił wówczas kasztelanię lądzką. Dopiero po interwencji wysłannika papieskiego Wilhelma z Modeny obie strony zgodziły się na rozejm.

## Śmierć Henryka Brodatego i stosunki z jego następcą
Śmierć, 19 marca 1238, Henryka Brodatego nie zakończyła sprawy konfliktu Władysława z książętami śląskimi, gdyż z pretensjami do Wielkopolski wystąpił Henryk II Pobożny. W 1239 doszło do wojny, po raz kolejny przegranej przez Odonica, który utracił wówczas resztę dzierżonych terytoriów w Wielkopolsce, z wyjątkiem Nakła i Ujście nad Notecią (część nowszej historiografii z Kazimierzem Jasińskim i Krzysztofem Ożógiem na czele neguje te fakty, uważając, że wojny w 1239 nie było a Władysław utrzymał się w Gnieźnie i Poznaniu aż do swej śmierci).

## Śmierć i następstwo
Z małżeństwa z Jadwigą pochodziło na pewno czworo dzieci:
- Przemysł I (ur. między 5 czerwca 1220 a 4 czerwca 1221, zm. 4 czerwca 1257) – książę wielkopolski na Poznaniu (1239– 1257)
- Bolesław Pobożny (ur. między 1224, a 1227, zm. 13 lub 14 kwietnia 1279) – książę wielkopolski
- Salomea, późniejsza żona księcia głogowskiego Konrada I (między 1225 a 1235 – między 1267 a 1271)
- Eufemia, późniejsza żona księcia opolskiego Władysława (przed 1239 – 15 lutego 1287)

Jego synem był również (o ile istniał naprawdę, co jest tylko prawdopodobne) zmarły w dzieciństwie Ziemomysł (ur. między 1229–1232, a na pewno przed 1235, zm. w 1235 lub 1236).
Możliwe, że córką Odonica była również Jadwiga, pierwsza żona Kazimierza I kujawskiego.
Władysław Odonic został pochowany w katedrze w Poznaniu. Żona przeżyła go o 10 lat. Zmarła 29 grudnia 1249 i została pochowana w katedrze gnieźnieńskiej.